# SpeedStep
SpeedStep技术，最早用於Pentium III Mobile处理器——一种笔记本所用的移动版CPU中，使CPU能在高、低两个确定的频率间切换，而且这种切换不是即时调整的，通常设置为当用电池时降为低频，而在用交流电源时恢复到高频（全速）。由于降为低频的同时也会降低电压和功耗，一方面CPU本身耗电量减少，另一方面发热量也会减少，这样还能缩减甚至完全避免使用风扇散热，进一步的节约了用电，因此能延长电池的使用时间；另一方面在用交流电的时候又能恢复为全速工作以获得最高性能。
SpeedStep技术的升级版本EIST，全名為Enhanced Intel SpeedStep Technology（增强型Intel SpeedStep技术），是Intel全新的節約能源技術，最早用于Pentium M處理器上，同样也是一款笔记本所用的移动版CPU。出于和AMD台式机处理器中的Cool'n'Quiet技术竞争的目的，EIST技术现在也推广到Intel较新的台式机处理器中，目前使用这一技术的Intel台式机和移动版CPU包括Core系列、Pentium D系統（不包括805、820、915）、Pentium M系列和超线程的Pentium 4系列（不包括5XX）。Intel Core處理器，Pentium Dual-Core和以後的Pentium處理器，Celeron，Atom均支援EIST。
与早期的SpeedStep技术不同的是，增强型SpeedStep技术可以动态调整CPU频率，當CPU使用率低下或接近零的時候动态降低CPU的倍率，令其工作頻率下降，從而降低电压、功耗以及发热；而一旦监测到CPU使用率很高的时候，立即恢复到原始的速率工作。当然，对于移动版处理器，仍然可以设置在使用电池的时候永远不要调整到最高频率，而始终维持在低频率工作。
EIST技術由作業系統執行CPU頻率的調整，Windows XP及以上均提供支援，桌上型電腦可在BIOS中選擇EIST技術的開啟/關閉。
Intel在Skylake微架構中引入Speed Shift技術（SST），較新版本的Windows 10和Linux內核支援SST。
AMD的CPU有类似效果的技术，称作PowerNow!（移动平台）或者Cool'n'Quiet（桌面平台）。